# Медное солнце
«Ме́дное со́лнце» — российский драматический многосерийный телевизионный художественный фильм (2 фильма, 6 серий по 42 минуты / 2 x 137 мин.), снятый режиссёром Кареном Оганесяном по мотивам киноповести Ильи Тилькина «Юбилейный встречный» о трагических событиях в одной южной азиатской республике СССР в 1991 году, по сценарию Ильи Тилькина и Дмитрия Ланчихина. Фильм снят в студиях «Марс Медиа» и «КАРГО». Съёмки первого сезона сериала начались в 2017 году. Фильм стартовал к показу на телеканале НТВ 26 ноября 2018 года.

## Сюжет
Фатальные события с элементами гражданской войны при провокационном вмешательстве зарубежных бандитствующих группировок в одном из приграничных мест среднеазиатской республики перед распадом СССР. Во время вывода из региона советских войск от своей части отстаёт оркестр мотострелкового полка. Именно этим неопытным в военном деле музыкантам придётся противостоять боевикам. Практически штатские «военнослужащие» становятся единственной защитой для жителей поселка и оставленного в опустевшей военной части боевого оружия.

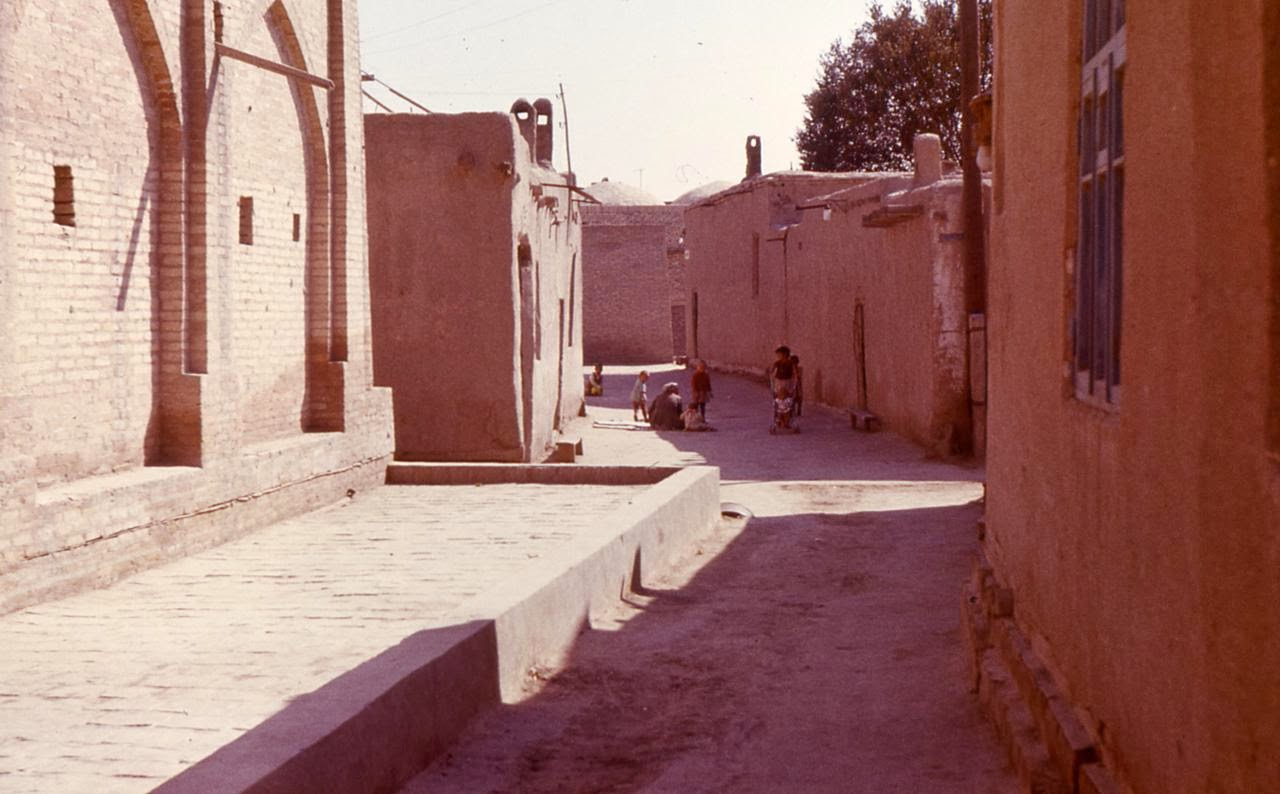
Улица старого города

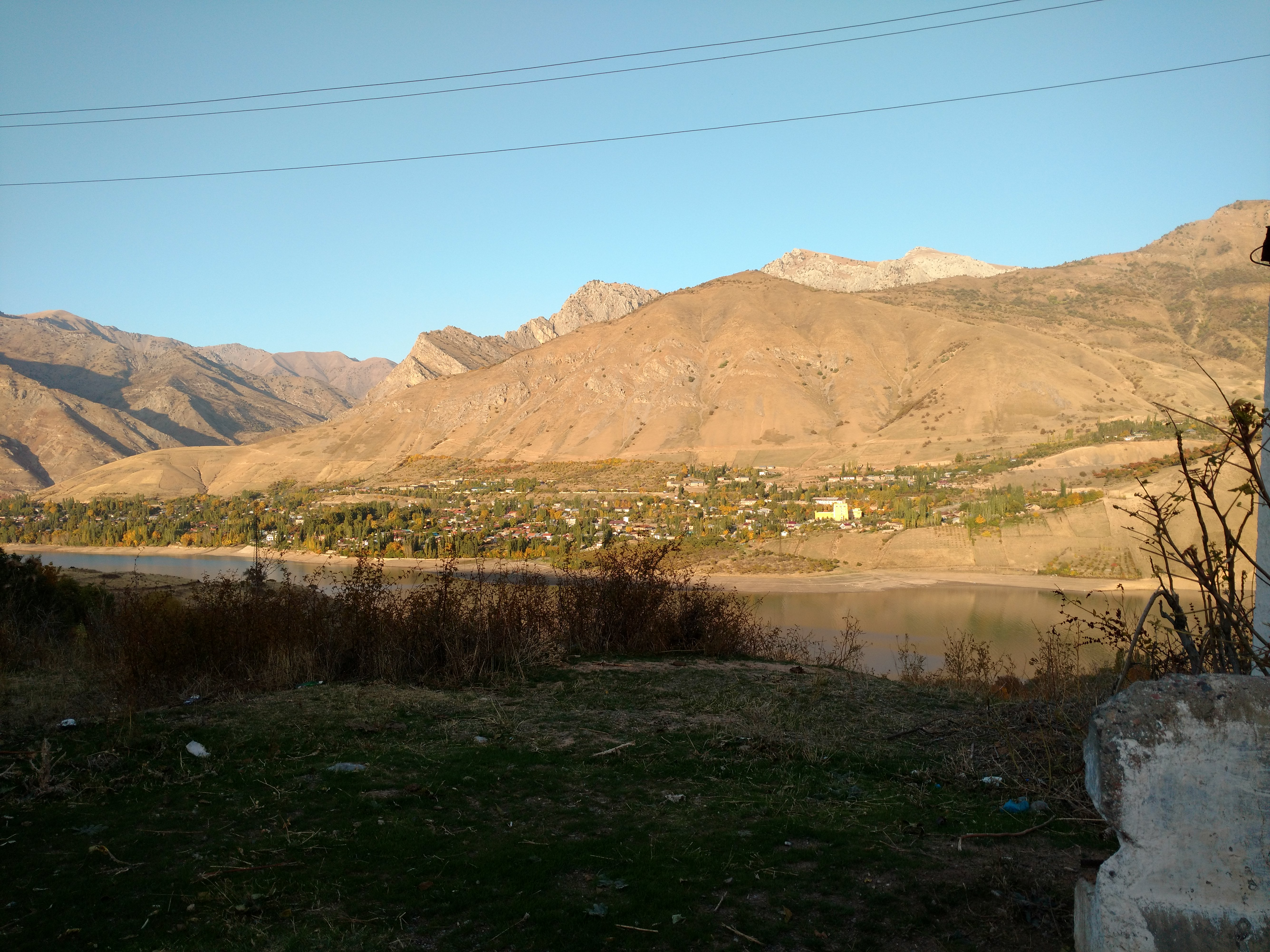
Район съёмок

## Место съёмок
Съёмки сериала проходили в древнем узбекском городе Хива, находящемся под защитой ЮНЕСКО. Поселение фильма предстаёт безымянной среднеазиатской республикой. Город выбран не случайно, так как не перегружен атрибутами современной жизни. Сохранившиеся древние постройки передают исторический колорит Средней Азии.

## Съёмочная группа фильма
- Карен Оганесян — режиссёр-постановщик
- Фёдор Черных — второй режиссёр на площадке

### Административная группа
- Полина Иванова — исполнительный продюсер
- Сайёра Худайбердиева — сопродюсер
- Дмитрий Воробьёв — линейный продюсер

## Роли исполняют
- Владимир Машков — майор Михаил Иванович Карякин, дирижёр военного оркестра
- Ольга Медынич — Надежда Александровна, врач
- Алексей Шевченков — старший прапорщик Андрей Данилович (Данилыч), старшина военного оркестра
- Элина Резникова — Александра Ивановна, жена Данилыча
- Елизавета Иванова — Маша, дочь Данилыча
- Константин Милованов — Антон Ионов, старший лейтенант милиции
- Сабина Ахмедова — Тамара, мать музыканта оркестра части Графова
- Микаэл Джанибекян — полковник Самвел Амирханян, командир 17-го мотострелкового полка
- Максим Емельянов — ефрейтор Грицук, водитель
- Зарина Мухитдинова — Эля, жена Грицука
- Убайдулло Омон — Алишер Султанович
- Карим Мирхадиев — Юсуп Тахирович, глава района
- Фуркат Файзиев — Рашид Джураев
- Борис Гафуров — боевик Гена, муж Тамары